# Tender (chanson)
Pour les articles homonymes, voir Tender.
Singles de Blur
M.O.R.
(1997) Coffee & TV
(1999)
Tender est une chanson du groupe de rock alternatif Blur, décrite par le groupe comme un space rock gospel. Elle est la première piste et single extrait de leur sixième album studio 13.
Les paroles furent écrites par Damon Albarn et Graham Coxon, qu'ils se partagèrent sur le morceau, Damon chantant les couplets, accompagné du London Community Gospel Choir, et Graham tenant le refrain (Oh my baby, oh my baby - oh why, oh my).
Durant le hiatus entre Coxon et le reste du groupe, Blur continua à interpréter cette chanson en live, en demandant au public de chanter le refrain : « Je ne voudrais pas, au moins une fois, paraitre sentimental », annonça Damon au Reading Festival de 2003, « mais Graham a également écrit cette chanson… vous connaissez la partie sur laquelle il chante, et je veux que vous la chantiez aussi fort que vous pouvez. Tout le monde a besoin de chanter cette chanson. »
Le clip associé est une performance live du morceau en studio interprétée par le groupe, filmée en noir et blanc. Une vidéo officielle dirigée par Sophie Muller (Song 2, Beetlebum) était déjà enregistrée, mais elle ne servit jamais, le groupe ne l'appréciant pas.
La chanson a été classée 92e meilleure chanson britannique de tous les temps par XFM en 2010.
Elle commence le générique de fin du film Southland Tales (2007) de Richard Kelly.

## Pistes
- 7"

1. Tender
2. All We Want

- CD 1(édition anglaise)

1. Tender
2. All We Want
3. Mellow Jam

- CD 2(édition anglaise)

1. Tender
2. French Song
3. Song 2
4. Song 2 (vidéo)

- CD (édition japonaise)

1. Tender
2. Swamp Song
3. Mellow Jam
4. French Song

L'inclusion de Song 2 en face-B fut décidée en dernière minute. De même, le morceau Swamp Song, à l'origine prévu seulement en face-B, fut intégré à l'album au dernier moment.
Un remix du single fit office de face-B sur le dernier single de l'album, No Distance Left to Run.